# بورجو تيتشينو
بورجو تيتشينو ( وتنطق باللغة البيدمونتية : Borgh Tisén ، وتنطق باللغةاللمبردية : Burgh Tisin ) هي كومونا (بلدية) في مقاطعة نوفارا في منطقة بيدمونت الإيطالية، وتقع على بعد حوالي 100 كيلومتر (62 ميل) شمال شرق تورينو وحوالي 25 كيلومتر (16 ميل) شمال نوفارا.
وتحد بورجو تشيتينو البلديات التالية: اغريت كونتروبيا وكاستيليتو سوبرا تيتشينو وكوميغنيغو وديفينانو وفارالو بومبيا وVeruno

## روابط خارجية
- الموقع الرسمي